# Plessa
Plessa (sorbisch Plesow) ist eine Gemeinde im südbrandenburgischen Landkreis Elbe-Elster und Sitz des Amtes Plessa. Sie befindet sich etwa acht Kilometer östlich der Stadt Elsterwerda im Norden des Schradens, eines Niederungsgebiets der Schwarzen Elster.

## Geografie

### Gemeindegliederung
Zur Gemeinde gehören die Ortsteile Döllingen (sorbisch Dolinki) und Kahla (sorbisch Kałow) sowie der Wohnplatz Plessa-Süd. Döllingen und Kahla wurden am 31. Dezember 2001 eingemeindet.

### Klima
Plessa liegt mit seinem humiden Klima in der kühl-gemäßigten Klimazone, jedoch ist ein Übergang zum Kontinentalklima spürbar. Die nächsten Wetterstationen befinden sich in Richtung Norden in Doberlug-Kirchhain, westlich des Ortes in Torgau sowie südlich in Oschatz und Dresden.

## Geschichte

### Ursprung und erste urkundliche Erwähnung
Plessa wurde erstmals 1406 in der „Landbethe zu Hayn“ mit einer Größe von 24 Hufen sowie zwei wüsten Hufen erwähnt. Der Ortsname stammt vom altsorbischen Ples(o), was See bedeutet und vermutlich auf ein Altwasser der Schwarzen Elster hindeutet, die einst mit zahlreichen Nebenarmen die Landschaft des den Ort umgebenden Schradens durchfloss. Der Ort gehörte zur Herrschaft Elsterwerda, und die Einwohner hatten dorthin ihre Abgaben zu leisten.

### Frühe Neuzeit
Im Jahre 1540 erfolgte die erste Erwähnung einer ledigen hölzernen Kapelle ohne Altargerät und -schmuck. Gepredigt wurde zu dieser Zeit noch in wendischer Sprache. 1792 errichtete man in Plessa schließlich eine steinerne Kirche, die allerdings wenige Jahre später am 25. Oktober 1811 einem verheerenden Dorfbrand zum Opfer fiel. Nur vier Gehöfte entgingen dem Großbrand. Neben der Kirche trug auch das Schulhaus große Schäden davon. 1814 wurde schließlich der bis in die Gegenwart erhalten gebliebene Kirchenbau errichtet, der 1818 eine Orgel erhielt.

### Vom Wiener Kongress bis zum Ende des Zweiten Weltkriegs

Plessa (1910)

Nach dem Bau der Oberlausitzer Eisenbahn von Kohlfurt bis Falkenberg im Jahre 1874, die den Ort durchquert, hielten die Züge zunächst nicht hier, weil die Plessaer Bauern sich geweigert hatten, Land zum Bau der ein Jahr später eröffneten Bahnstrecke Berlin–Dresden abzugeben. Trotzdem begann im Ort bald die Industrialisierung. 1885 erhielt er einen eigenen Bahnhof und 1891 ein eigenes Bahnhofs-Empfangsgebäude. Kurz darauf erfolgte schließlich 1894 die Eröffnung der Braunkohlengrube „Agnes“ und drei Jahre später 1897 die Gründung der Plessaer Braunkohlenwerke GmbH. 1901 wurde nördlich der Eisenbahnstrecke eine Brikettfabrik in Betrieb genommen. Mit der Braunkohleindustrie kam auch der industrielle Aufschwung, und das Dorf begann nun zu wachsen. Betrug die Einwohnerzahl 1890 noch 1200, so war sie im Jahre 1910 bereits auf 2063 gewachsen. In diesem Jahr versorgte die Brikettfabrik als elektrische Zentrale das fast völlig ausgebaute Ortsnetz, wobei zwölf Elektromotoren und fast 400 Glühlampen angeschlossen waren. Der Plessaer Bergwerksdirektor Friedrich von Delius ließ 1924 nach eigenen Plänen die erste Abraumförderbrücke der Welt in der Grube „Agnes“ in Plessa in Betrieb nehmen. Dieser folgte 1927 die Inbetriebnahme des unweit der Brikettfabrik gelegenen, in nur neun Monaten Bauzeit errichteten Kraftwerks.
Der Zweite Weltkrieg forderte in Plessa 391 Tote. Der 24. und 25. April 1945 waren die schwärzesten Tage in der Geschichte des Ortes. Nach der Eroberung durch die Rote Armee zogen nochmals Kräfte der 10. SS-Panzer-Division „Frundsberg“ durch die Ortschaft und ermordeten eine unbekannte Anzahl von Kriegsgefangenen. Nach Abzug der SS-Division galt Plessa bei den sowjetischen Truppen als „Partisanendorf“. 724 Gebäude des Dorfes wurden niedergebrannt, zwischen dem 22. und 25. April 1945 starben 155 Einwohner.

### Jüngere Ortsgeschichte

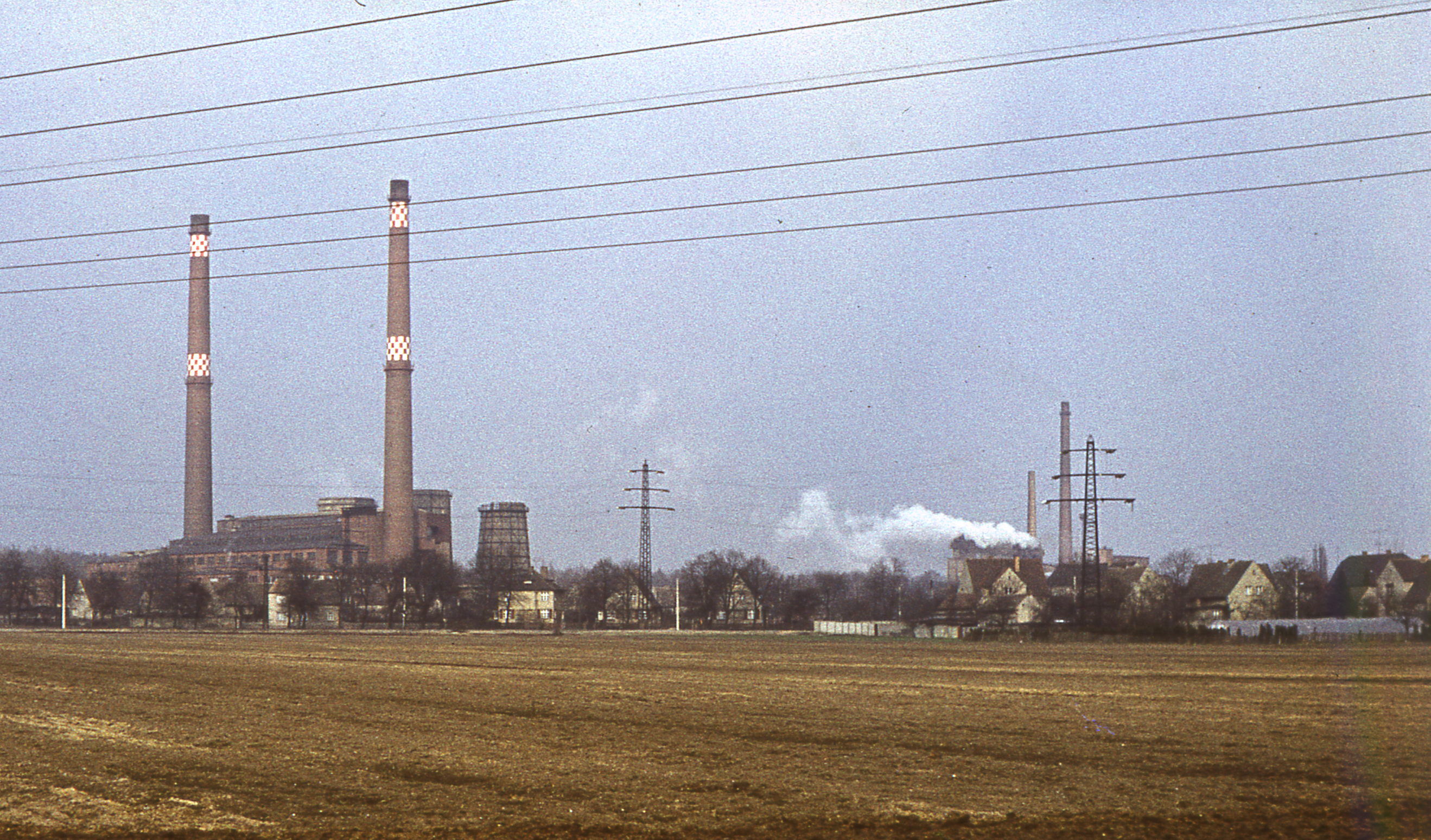
Plessa – Kraftwerk und Brikettfabrik, 1972.

Das Kraftwerk, die Brikettfabrik und weitere Betriebe des Ortes wurden in den Nachkriegsjahren schließlich verstaatlicht, und kurz nach der Gründung der DDR war die Einwohnerzahl von Plessa im Jahre 1950 bereits auf 3453 gewachsen. In den folgenden Jahren begann auf den Bergbaufolgeflächen im Westen der Plessaer Heide die Anpflanzung von Obstgehölzen, und man versuchte, 32 Hektar der Fläche für den Obstbau nutzbar zu machen. Dabei bewährten sich vor allem die Anpflanzungen von Süßkirschen, die niedrigere Standortansprüche als andere Obstsorten haben. Am 1. Januar 1957 wurde der heutige Ortsteil Plessa-Süd (Grödener Schraden) eingemeindet.
Ein schweres Unglück ereignete sich 1983 in der Plessaer Brikettfabrik. Bei einer Kohlenstaubverpuffung gab es mehrere Tote und Verletzte. Der Betriebsleiter sowie der Hauptabteilungsleiter wurden noch im Dezember des Jahres vom Bezirksgericht Cottbus wegen der Verletzung von Bestimmungen des Gesundheits- und Arbeitsschutzes jeweils zu Haftstrafen verurteilt.
Plessa gehörte seit 1816 zum Landkreis Liebenwerda der preußischen Provinz Sachsen, der nach der Auflösung Preußens im Jahr 1947 dem neu gegründeten Land Sachsen-Anhalt zugeordnet wurde. Nach der DDR-Verwaltungsreform von 1952 wurde der Kreis Bad Liebenwerda Teil des Bezirks Cottbus und ab 1990 des Landes Brandenburg. Er ging 1993 im Landkreis Elbe-Elster auf.
Nach der deutschen Wiedervereinigung wurde 1992 das Amt Plessa mit sieben Gemeinden gebildet.

## Bevölkerungsentwicklung
| Jahr | Einwohner |
| ---- | --------- |
| 1875 | 1 000     |
| 1890 | 1 200     |
| 1910 | 2 063     |
| 1925 | 2 445     |
| 1933 | 2 779     |
| 1939 | 2 909     |

| Jahr | Einwohner |
| ---- | --------- |
| 1946 | 2 939     |
| 1950 | 3 453     |
| 1964 | 3 621     |
| 1971 | 3 675     |
| 1981 | 3 315     |
| 1985 | 3 163     |

| Jahr | Einwohner |
| ---- | --------- |
| 1990 | 3 009     |
| 1995 | 2 781     |
| 2000 | 2 639     |
| 2005 | 3 216     |
| 2010 | 2 887     |
| 2015 | 2 713     |

| Jahr | Einwohner |
| ---- | --------- |
| 2020 | 2 579     |
| 2021 | 2 568     |
| 2022 | 2 577     |
| 2023 | 2 539     |
| 2024 | 2 500     |

 Gebietsstand des jeweiligen Jahres, Einwohnerzahl: Stand 31. Dezember (ab 1991), ab 2011 auf Basis des Zensus 2011, ab 2022 auf Basis des Zensus 2022

## Politik

### Gemeindevertretung
Die Gemeindevertretung von Plessa besteht aus 16 Gemeindevertretern und dem ehrenamtlichen Bürgermeister als stimmberechtigtem Mitglied. Die Kommunalwahl am 9. Juni 2024 führte bei einer Wahlbeteiligung von 70,3 % zu folgendem Ergebnis:
| Partei / Wählergruppe                    | Stimmenanteil | Sitze |
| ---------------------------------------- | ------------- | ----- |
| CDU                                      | 23,1 %        | 4     |
| AfD                                      | 19,7 %        | 3     |
| Wählergruppe Bündnis Plessa              | 14,8 %        | 2     |
| Wählergruppe Plessaer Bürgergemeinschaft | 14,7 %        | 2     |
| Unabhängige Wählergemeinschaft           | 10,1 %        | 2     |
| Einzelbewerber Maximilian Schulze        | 04,9 %        | 1     |
| Einzelbewerber Silvio Wießner            | 04,8 %        | 1     |
| Einzelbewerber René Rozek                | 04,6 %        | 1     |
| Einzelbewerber René Haupt                | 03,4 %        | –     |

Auf die AfD entfielen drei Sitze, von denen einer unbesetzt bleibt, weil die Partei nur zwei Kandidaten nominiert hatte.

### Bürgermeister
- 0000–1998: Hans-Joachim Weinhold (SPD)
- 1998–2003: Jürgen Schellschmidt (SPD)[15]
- 2003–2024: Gottfried Heinicke (CDU)[16]
- seit 2024: Siegfried Nußbeck (Bündnis Plessa)

Nußbeck wurde bei der Bürgermeisterwahl am 9. Juni 2024 bei einer Gegenkandidatin mit 54,2 % der gültigen Stimmen für eine Amtszeit von fünf Jahren gewählt.

### Wappen
Das Wappen wurde am 20. August 1997 genehmigt.
Blasonierung: „In Silber zwei voneinander abgewandte, schränglinksgestellte, sich an den Enden kreuzende grüne Lindenzweige; begleitet oben von einem schwarzen Wasserrad, unten von einem schräggekreuzten Schlägel und Eisen.“

### Flagge
Die Flagge der Gemeinde besteht – bei Aufhängung an einem Querholz – aus drei Längsstreifen in den Farben grün – silber (weiß) – grün im Verhältnis 1 : 3 : 1 mit dem Wappen im Mittelstreifen.

### Partnerschaften
Es besteht eine Partnerschaft mit der Gemeinde Nörvenich in Nordrhein-Westfalen.

## Sehenswürdigkeiten und Kultur
In der Liste der Baudenkmale in Plessa und in der Liste der Bodendenkmale in Plessa stehen die in der Denkmalliste des Landes Brandenburg eingetragenen Kulturdenkmale.

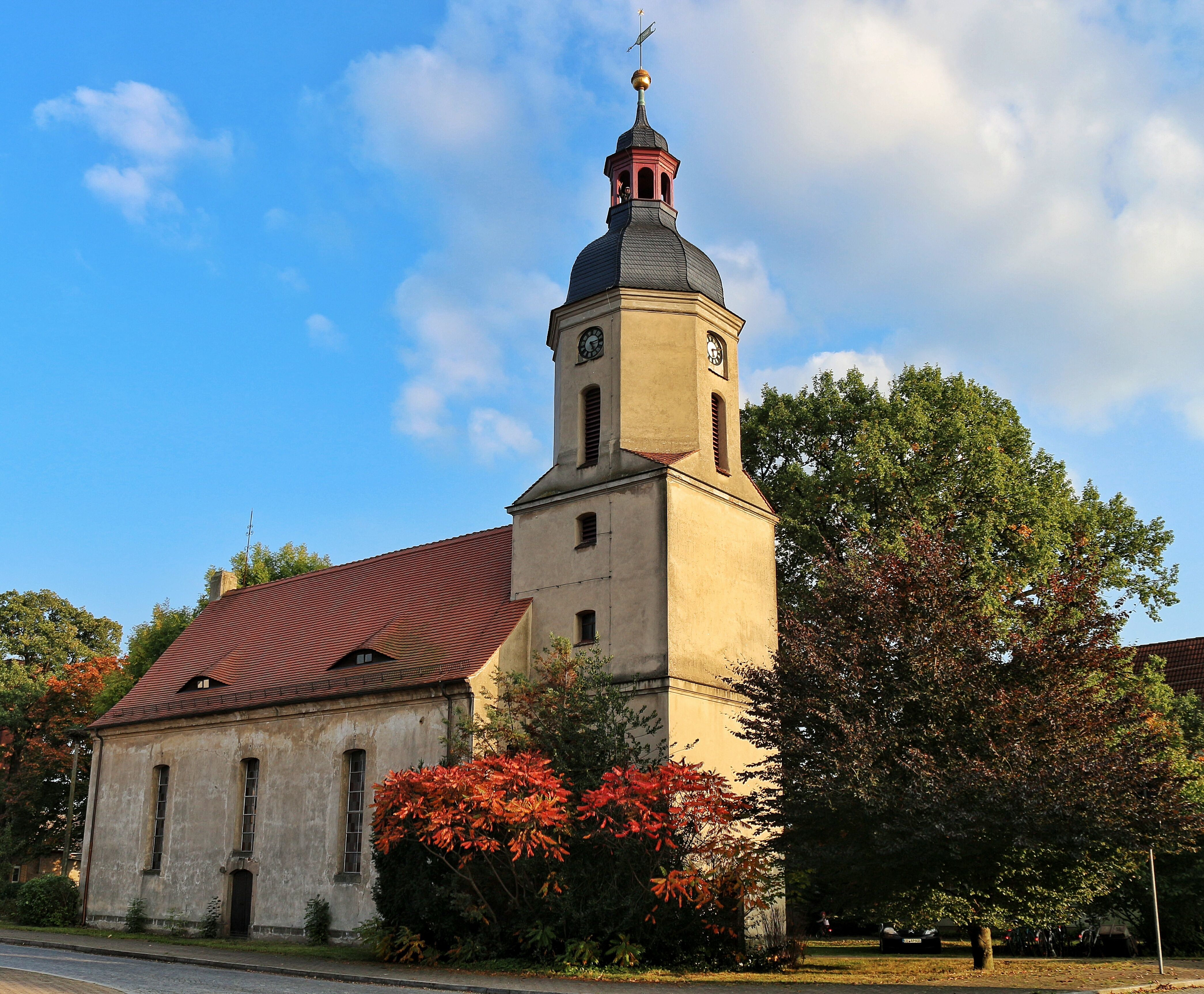
Dorfkirche Plessa

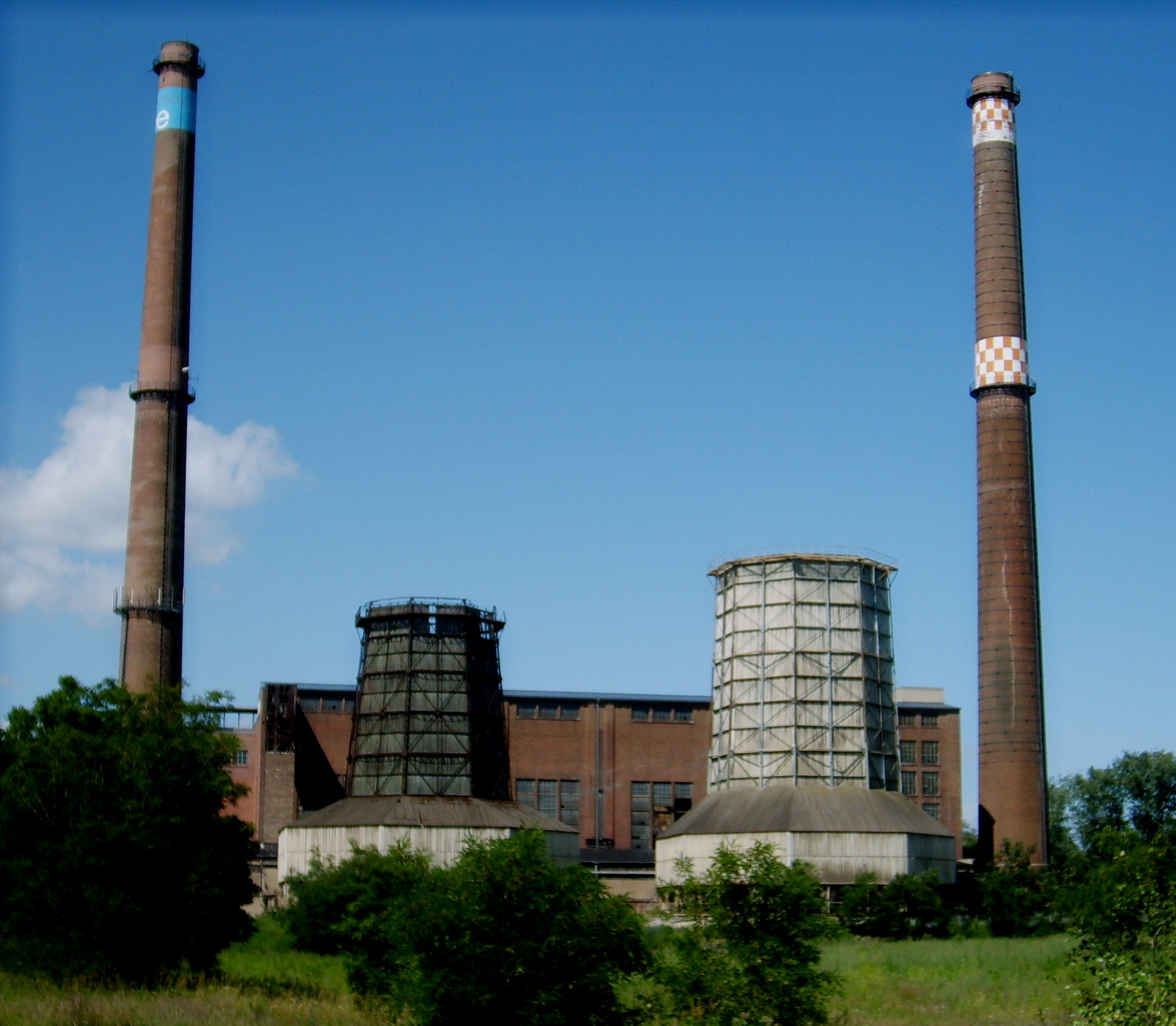
Kraftwerk Plessa

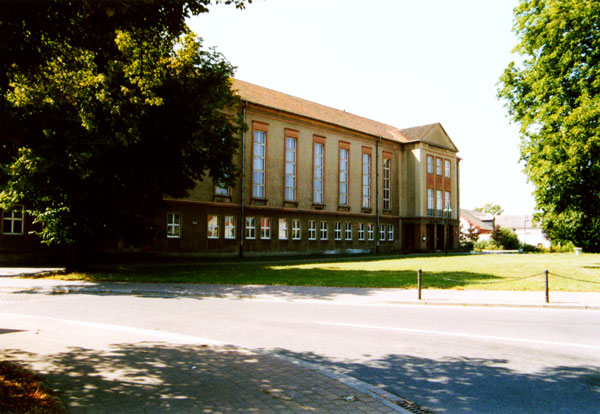
Kulturhaus Plessa

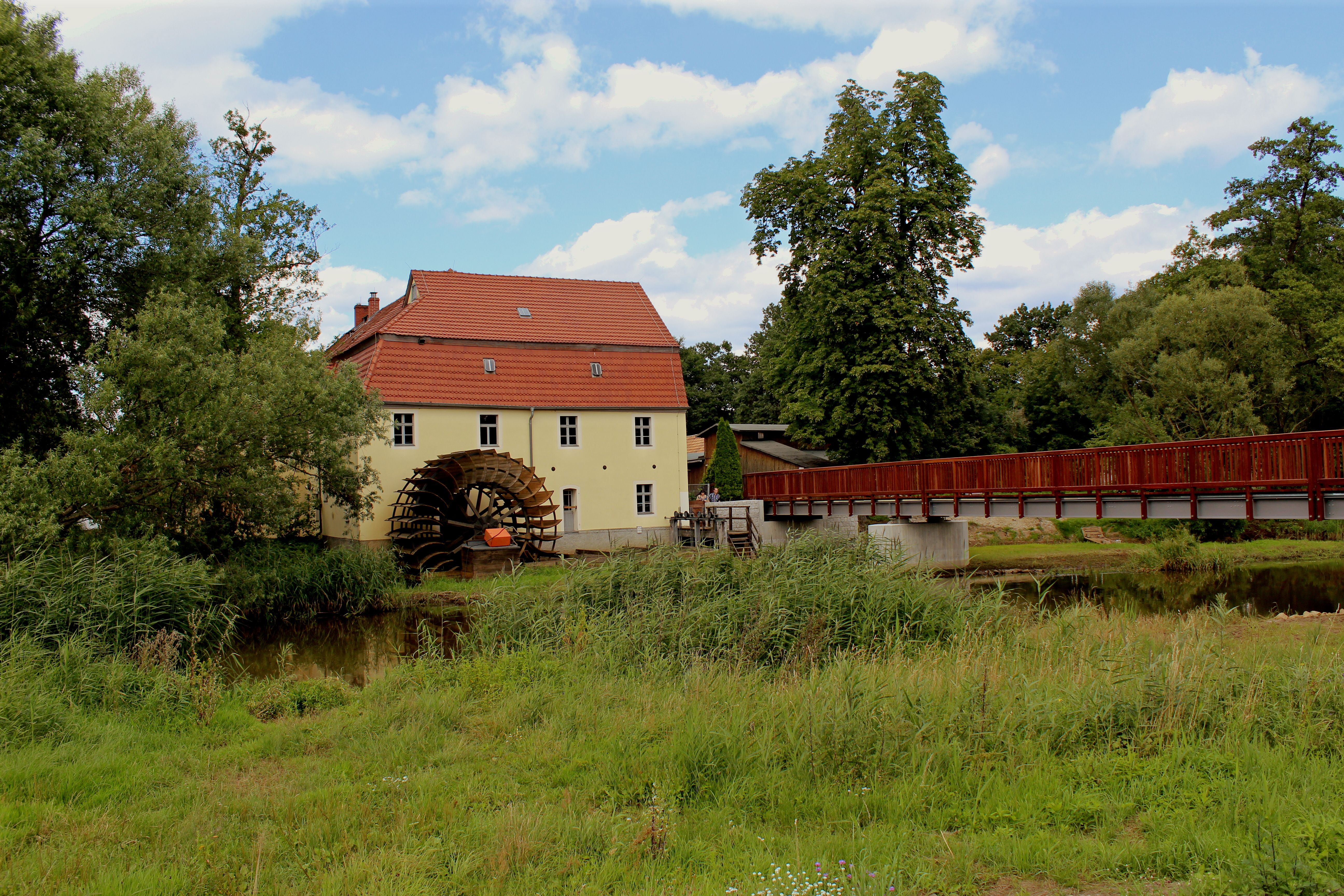
Elstermühle

### Sehenswürdigkeiten
- Dorfkirche Plessa

1814 nach einem Brand neu errichtet
- Kraftwerk Plessa (Technisches Denkmal)

Das 1926 erbaute Kraftwerk Plessa ist ein weitgehend original erhaltenes, heute museales Braunkohlekraftwerk, das bis 1992 in Betrieb war. 1998 wurde es als Erlebnis-Kraftwerk unter dem Motto Kraftwerk im Wandel in die Projektliste der Internationalen Bauausstellung Fürst-Pückler-Land aufgenommen und sein Abriss verhindert.
- Kulturhaus Plessa

Von 1955 bis 1960 wurde unter Beteiligung der Bevölkerung das Kulturhaus als neues Zentrum für die Region erbaut. Seine Fassade zieren Wandbilder in Sgraffitotechnik sowie Embleme des Bergbaus, der Elektrizität und der Landwirtschaft am weit hervortretenden Eingangsrisalit. Das Bauwerk gilt bis heute als sehr gutes Konzert- und Multifunktionshaus mit vielfältigem Raumprogramm und großzügigem Bühnenhaus. Das Kulturhaus Plessa steht seit 1985 unter Denkmalschutz.
Mit dem Ende der Braunkohleindustrie im Lauchhammerrevier übernahm die kleine Kommune das Kulturhaus unsaniert. Wenige Jahre später waren die eigenen Mittel zur Sanierung des Hauses aufgebraucht.
Seit 2008 setzte das bürgerschaftliche Engagement aller Generationen das Haus nach eigenen Kräften instand. Ludwig Güttler (der Cheforganisator des Wiederaufbaus der Dresdner Frauenkirche) hat seine Erfahrungen eingebracht. So konnten die Bürger den Abriss des Hauses verhindern. Sie arbeiten schrittweise die baurechtlichen Auflagen ab und haben das Haus wieder attraktiv für Veranstaltungen gemacht. Seitdem gestaltet die Bevölkerung das Programm in ihrem Kulturhaus selbst.
Neben den Gastspielen großer Ensembles wie dem Brandenburgischen Staatsorchester Frankfurt ist das Kulturhaus Werkstatt für professionelle und Freizeitkreative. Das zweite im Großen Saal aufgenommene Musikalbum mit der Fünf-Nationen-Band „Rue Lascar“ hat eine Dokumentarfilmproduktion umrahmt
- Elstermühle

Die Elstermühle ist eine Wassermühle, welche ursprünglich aus zwei Mühlen, einer Schneide- sowie einer Getreidemühle bestand. Sie besitzt eine leerlauffähige Schauanlage und ein kleines Museum, außerdem befindet sich im Nebengebäude ein kleines Sägewerk. Im Gebäude der Mühle hat das Büro des Fördervereins Naturpark Niederlausitzer Heidelandschaft e. V. seinen Sitz.
- Pomologischer Schau- und Lehrgarten Döllingen

Der Pomologische Schau- und Lehrgarten ist ein Projekt des Naturparks Niederlausitzer Heidelandschaft. Auf einer Fläche von drei Hektar wachsen hier über 150 alte und neuere Hauptobstarten, wie Apfel, Birne, Kirsche und Pflaume und auch sogenanntes Beiobst wie Nüsse und Pfirsich. Hier kann man die Entwicklung der Obstbäume von ihrer Wildform bis zu den neuesten Züchtungen verfolgen und ebenso verschiedene Wuchs- und Kronenformen betrachten.
- Bertzitturm in Kahla

Bertzitturm, ca. 35 m hohe Investitionsruine der Braunkohleveredlung aus dem Jahre 1920. Geplant war eine Braunkohle-Tieftemperaturverkohlung der Kohle aus der nahen Grube Ada. Es handelt sich um einen Stahlskelettbau. Die Treppe ist aufgrund baulicher Mängel gesperrt und daher nur unter größter Vorsicht zu besteigen.
- Plessaer See, Tagebaurestsee des ehemaligen Braunkohlentagebaus Plessa

### Brauchtum
In Plessa und der näheren Umgebung haben sich Bräuche aus wendischer Vorzeit mit denen der deutschen Bevölkerung vermischt und zum Teil bis in unsere Tage erhalten. Ein Beispiel ist der Karneval in Plessa. Ein weiterer Brauch aus wendischer Zeit, der in vielen Dörfern der Umgebung gepflegt wird, ist das Zempern.

## Wirtschaft und Infrastruktur

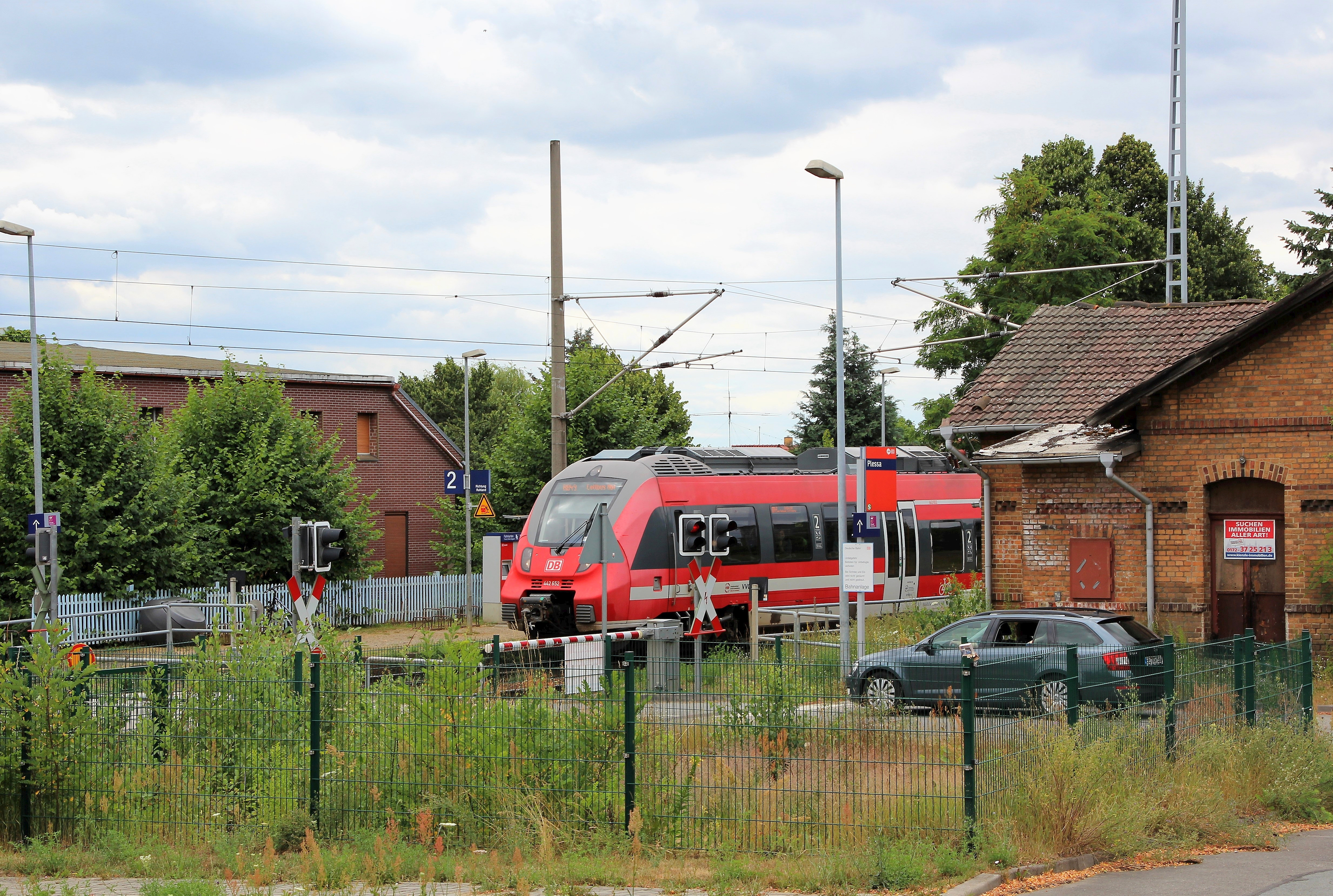
Bahnhof Plessa (2020)

### Verkehr
Plessa liegt an der Bundesstraße 169 zwischen Elsterwerda und der Anschlussstelle Ruhland an der A 13 Berlin–Dresden.
Der Bahnhof Plessa an der Bahnstrecke Węgliniec–Roßlau wird von der Regionalbahnlinie RB 49 Falkenberg (Elster)–Cottbus und der RE 11 Leipzig–Hoyerswerda sowie werktags von der RE 13 Elsterwerda-Senftenberg-Cottbus bedient.

### Sport
1995 wurde der Radsportvereins RSV Plessa gegründet, der sich vor allem für BMX-Sport engagiert.

## Persönlichkeiten

### Söhne und Töchter der Gemeinde
- Friedrich Nadler (1847–1924), Pädagoge
- Ernst von Delius (1912–1937), Autorennfahrer
- Wolfgang Günther (1940–1998), Übersetzer
- Karl-Heinz Kretschmer (* 1948), Politiker (CDU)

### Mit Plessa verbundene Persönlichkeiten
- Berthold von Ploetz (1844–1898), preußischer Politiker und Rittergutsbesitzer in Döllingen.[22]
- Friedrich von Delius (1881–1967), langjähriger Direktor der Plessaer Braunkohlenwerke
- Thilo Koch (1920–2006), Fernsehjournalist, in Plessa aufgewachsen, legte 1939 als Jahrgangsbester sein Abitur am Elsterschloß-Gymnasium in Elsterwerda ab
- Axel Peschel (* 1942), Radrennfahrer, begann seine Karriere bei Aktivist Plessa[23]
- Annelore Zinke (* 1958), ehemalige Geräteturnerin und Weltmeisterin am Stufenbarren lebt in Plessa.
- Steffi Marth (* 1985), Radsportlerin, in Plessa aufgewachsen[24][25]